# دیگو سوزا
دیگو ویلورسون فریرا سوزا (زاده ۱۴ سپتامبر ۱۹۸۹) بازیکن فوتبال اهل پرتغال است. وی هم اکنون به عنوان مهاجم برای باشگاه ورزشی ناسیونال بازی می کند.

## منبع
1. ↑  "Dyego Sousa, nuevo delantero de la A.D. Alcorcón" [Dyego Sousa, new forward of A.D. Alcorcón] (به اسپانیایی). AD Alcorcón. 17 August 2023. Retrieved 17 August 2023.